# روجر هوانجني
روجر هوانجني (بالفرنسية: Roger Houangni)‏ (مواليد 2 نوفمبر 1957) هو ملاكم بنيني، مثّل بلاده في الألعاب الأولمبية الصيفية 1980.

## روابط خارجية
روجر هوانجني على موقع أوليمبيديا (الإنجليزية)